# Profesionalna bolest
Profesionalna bolest je bolest za koju je dokazano da je posljedica djelovanja štetnosti u procesu rada i/ili radnom okolišu. Ona se može javiti naglo, nakon kratkotrajnog djelovanja neke štetnosti ili kao posljedica uzastopnog i dugotrajnog djelovanja nefizioloških uvjeta rada, štetnih fizikalnih čimbenika (buke, vibracija, zračenja i slično) kao i nepovoljnih higijenskih uvjeta na radu. Cilj zaštite na radu je djelovati na radni okoliš i/ili radni proces tako da se smanji rizik razvoja profesionalnih bolesti na najmanju moguću mjeru.
Profesionalne bolesti su na primjer: silikoza, azbestoza, akustična trauma (ozljeda) u minera, vibracijska bolest u sjekača motornom pilom, oštećenje meniska zbog dugotrajnoga klečanja u parketara ili keramičara, otrovanje olovom pri proizvodnji akumulatora, rak kože kod izloženosti Sunčevu zračenju, alergijski dermatitis na krom u građevinskih radnika, zamućenje očne leće u ljevača metala, zarazne bolesti zadobivene na poslu gdje postoji rizik od onečišćenja (kontaminacije) i drugo.

## Medicina rada
Prevencijom, dijagnostikom i liječenjem profesionalnih bolesti bavi se medicina rada. Dijagnostika uključuje radnu anamnezu, utvrđivanje kliničkog oblika bolesti, dokazivanje štetnosti u radnom procesu, utvrđivanje jakosti (intenziteta) štetnosti i trajanja izloženosti štetnosti (moraju biti na razini za koju je poznato da uzrokuje oštećenje zdravlja) te utvrđivanje izravne povezanosti između štetnosti i nastanka bolesti. Dijagnostički je postupak svojstven (specifičan) i karakterističan za svaku bolest.
U Republici Hrvatskoj Zakon o listi profesionalnih bolesti iz 1998. utvrđuje 44 bolesti koje se smatraju profesionalnima, poslove pri obavljanju kojih se one pojavljuju i uvjete pod kojima se smatraju profesionalnima. Za procjenu štetnosti radnih mjesta postoje pravilnici koji propisuju najveće (maksimalno) dopuštene koncentracije (MDK) pojedinih štetnih čimbenika u zraku radnih prostora i maksimalno dopuštene razine buke, vibracija, ionizirajućega zračenja i slično, koje ne izazivaju oštećenje zdravlja zaposlenika.

## Bolesti vezane uz rad
Na radnom se mjestu mogu razviti i bolesti vezane uz rad. One se češće pojavljuju u određenoj radnoj, ali i u općoj populaciji. Uzrokuje ih više čimbenika, pri čem je radni proces samo jedan od mogućih uzročnika, pa se ne smatraju profesionalnima. To su na primjer proširene vene ili spuštena stopala zbog stalnoga stajanja, hodanja ili sjedenja, hipertenzija (povišeni krvni tlak) u osoba s povećanim stresom, degenerativne promjene kralježnice u fizičkih radnika koji rade u nepovoljnom i prisilnom položaju. Razvijaju se u osoba sklonih tim bolestima, a mogu se pogoršati pri izloženosti štetnim čimbenicima (na primjer astma uzrokovana alergijom na pelud može se pogoršati pri izloženosti prašini ili nadražljivcima (suzavci ili kihavci) kojima koncentracija prelazi dopuštene vrijednosti).

## Vanjske poveznice
- Portal zaštita na radu - ozljede i profesionalne bolesti  Arhivirana inačica izvorne stranice od 11. travnja 2013. (Wayback Machine)
- Zakon o listi profesionalnih bolesti
- Kontrol biro - zaštita na radu

## Poveznice
- Zaštita na radu